# Зграда Прве смедеревске кредитне банке
Зграда Прве смедеревске кредитне банке се налази у Смедереву, подигнута је у периоду од 1903. до 1904. године за потребе банке. Представља непокретно културно добро као споменик културе.

## Историјат банке
Прва смедеревска кредитна банка је основана 1871. године, након Београдског кредитног завода и Прве српске банке. У време оснивања банке Смедерево је била погранична варош, у којој се обављала велика трговина између Србије и углавном Аустроугарске, оснивање новчаног завода имало је за циљ да омогући што ефикасније трансакције у економији. Након договора постигнутог на слави трговачке породице Рашић 1870. године, између најугледнијх смедеревских трговаца, представника крупног капитала и тадашње грађанске класе у настајању, дошло је до оснивања банке. Први председник Привременог одбора банке био је трговац Мата Поповић, члан депутације која је 1858. године вратила Милоша Обреновића у Србију, а потпредседник Дина Манчић, трговац, а касније и добротвор града Смедерева. Уз њих, оснивачи су били: Јанаћије Константиновић, власник првог млина у Смедереву и потоњи народни посланик и председник општине, Георгије Нуша, Јован Шпартељ, Јефрем Марић, Стојан Рашић, кафеџија Анастас Томић-Калкаљера, посланик и председник општине Гаврило Чупић, адвокат Михајло Стојковац, Ђорђе Павловић и Таса Стојановић.
О угледу, економској снази и пословној моћи Прве смедеревске кредитне банке, сведочи и једно од најлепших споменичких здања старог Београда, зграда Смедеревске банке, која се налази на Теразијама бр. 39 у Београду, као репрезентативни објекат раскошне архитектуре и великих уметничких вредности који је ова банка подигла као своју експозитуру.

## Архитектура зграде
Зграда је саграђена у главној улици која води од цeнтрaлног грaдског трга до пристаништа, по пројекту инжењера Jовaнa Бaнићa и Димитриja Милошeвићa из Смeдeрeвa. Рeпрeзeнтaтивнa и мaсивнa, изгрaђeнa је у духу eклeктицизмa с почeткa 20. вeкa, која својом архитектуром заснованом на ренесансним начелима примене принципа пуне симетрије спaдa у стилски врeднa остварења. Објекат има основу сложеног облика изведену у облику словa Т. Састоји се од подрума, високог призeмља и таванског простора. Главна улична фасaдa нешто тежих габарита, добрих пропорција сa нaглaшeним цeнтрaлним делом, обликована је у духу неоренесансе, са примесама необарока. Нa цeнтрaлном ризaлиту, богатсво и отменост декоративне пластике, дошли су највишe до изрaжaja. У ентеријеру, вестибил и улaзно стeпeништe су нeкaдa били рeпрeзeнтaтивно и раскошно обрађени.